# Sete Quedas
Sete Quedas este un oraș în Mato Grosso do Sul (MS), Brazilia.